# Хо-И
Тип 2, «Хо-И» — японский средний танк времён Второй мировой войны. Средним считался по японской классификации, по массе относился к лёгким танкам.
Предназначался для непосредственной огневой поддержки.
Запущен в производство в 1942 году, всего выпущено 33 машины.

## История создания
Танк непосредственной огневой поддержки «Хо-И» был разработан на базе «Чи-Хе».

## Описание конструкции

### Броневой корпус и башня
Толщина брони — от 12 до 50 мм. Бронирование корпуса полностью идентично "Чи-Хе".

### Вооружение
Основным вооружением «Хо-И» являлась пушка Тип 99, танковый вариант 75-мм короткоствольной горной пушки Тип 41. Пушка устанавливалась во вращающейся двухместной башне. В её боекомплект входило 55 выстрелов.
В лобовом листе корпуса устанавливался пулемёт Тип 97 калибра 7,7 мм. Боекомплект пулемёта состоял из 4035 патронов в магазинах.

### Двигатель
На «Хо-И» устанавливался такой же двигатель, как и на «Чи-Хе»: четырёхтактный V-образный 12-цилиндровый дизельный двигатель воздушного охлаждения «Мицубиси» Тип 100 мощностью 240 л. с.

### Трансмиссия
Трансмиссия состояла из редуктора, четырёхступенчатой коробки передач с понижающей передачей, карданного вала, бортовых фрикционов с одноступенчатыми редукторами.

### Ходовая часть
Подвеска полностью заимствована от Чи-Хе.

## Боевое применение
«Хо-И»  стоял на вооружении во 2 танковой дивизии в составе двух отдельных рот штурмовых танков, были уничтожены в боях на Филиппинах. Десять танков находились на территории Японии.